# Fare Zone 4
Fare Zone 4 er en roman fra 1994 skrevet af Richard Preston (på dansk ved Johannes Sørensen).
Bogen skildrer begivenheder fra 1967 til 1993 og er autentisk. Mange personer er virkelige, dog er enkelte personer opdigtet.

## Personliste
Personerne er angivet i den rækkefølge, de optræder i bogen.
- "Charles Monet" – En franskmand, der boede i Vestkenya. Han gik i opløsning af marburgfeber, mens han befandt sig i et fly i januar 1980.
- Oberstløjtnant Nancy Jaax – Veterinærpatolog ved USAMRIID på Fort Detrick i Frederick, Maryland, USA. Begyndte at arbejde med Ebola-virus i 1983, hvor der gik hul på en af handskerne på hendes rumdragt. Blev chefpatolog ved USAMRIID i 1989 og deltog i løbet af vinteren i udrensningen af abehuset i Reston, Virginia.
- Oberst Gerald ("Jerry") Jaax – Chef for veterinærafdelingen på USAMRIID. Gift med Nancy Jaax. Havde aldrig arbejdet i biosikringsrumdragt, men blev leder for det rumdragtklædte udryddelseshold, som foretog rydningen af abehuset i Reston.
- Eugene ("Gene") Johnson – Civil virusjæger, der arbejdede for hæren. Specialist i Ebola. Under opfølgningen af "Peter Cardinal's" død i foråret 1988 var han leder af en af hærens sponsorerede ekspeditioner til Kitum Cave på Mount Elgon. Var chef for koordination og sikkerhed under Reston-operationen.
- "Peter Cardinal" – En dansk dreng, som døde af Marburg-virus, da han besøgte sine forældre i Kenya i sommeren 1987. En Marburg-virusstamme, som er opkaldt efter ham, opbevares i den amerikanske hærs superdybfrysere.
- Dan Dalgard – Dyrlæge ved Reston Primate Quarentine Unit (Abehuset i Reston).
- Peter Jahrling – Civil virolog ansat ved hæren. Medopdager af den virusstamme, der raserede abehuset i Reston.
- Tom Geisbert – En af de "interne" på USAMRIID. Var i efteråret 1989 ansvarlig for det elektroniske mikroskop på USAMRIID. Medopdager af virusstammen fra abehuset i Reston.
- Oberst Clarence James ("C.J.") Peters, dr.med – Chef for afdelingen for sygdomsvurdering på USAMRIID. Øverste ansvarlige for Reston-operationen.
- Dr. Joseph B. McCormick – Chef for Special Pathogens Branch, der er en specialafdeling for mikroorganismer og viruser på C.D.C. Behandlede Ebola-patienter i en hytte i Sudan, hvor han stak sig på en blodig kanyle. Dog blev han ikke smittet.
- Generalmajor Philip K. Russell , dr.med – Generalen gav ordre til, at hæren skulle sættes ind mod Restons abehus.

## Handling
Charles Monet boede for sig selv i Kenya, Afrika. Charles og en af hans veninder har været på besøg i en grotte kaldet Kitum Cave, nær et stort bjerg ved grænsen til Uganda. I grotten fandtes mange flagermus, som hang fast på loftet i grotten. Disse flagermus var kendt som "insektædende flagermus". Flagermusene havde lavet en masse guano. Monet kom ved et tilfælde til at røre guanoen, men det tænkte han ikke så meget over, og tørrede det bare af i sit tøj. Men et par uger senere havde dette tilfælde fået konsekvenser. Charles begyndte at få en kraftig hovedpine, som efterhånden bredte sig ud til tindingerne. Så fik han feber og senere opkast. Charles' ansigt begyndte så småt at miste al livsgnist, med øjne der var stive og tomme. De så ud som om de var frosset fast i deres huller, og var lyserøde, og ansigthuden blev gusten med små røde pletter. Han lignede efterhånden en zombie. Hans personlighed forandredes også: Han blev sur og tvær, og havde tilsyneladende mistet sin hukommelse.
Da han kom på hospitalet i Nairobi, blødte han ud af alle kropsåbninger, og kastede sort opkast op. Blodet og opkasten ramte en læge ved navn Shem Musoke. Han blev smittet. Shem dør ikke.
Efterhånden bliver forskellige mennesker rundt omkring i Afrika smittet, men forskerne på USAMRIID kan ikke skue hvilken virus der er tale om. Men ved hjælp af en masse forskning finder de ud af at virussen er den dødelige Ebola-Zaire. Får man den dødelige Ebola-Zaire virus, er der 90 % chance for at man ikke overlever. 
Da en masse aber fra en zoo nær Manila på Filippinerne, bliver sendt til abehuset i Reston, bliver de delt op i forskellige rum. De bliver undersøgt af forskellige forskere. Alt tyder fint, men da de undersøger en af aberne, finder de ud af at den har den dødelige Ebola-Zaire virus, og efterhånden bryder helvede løs. Alle aberne i abehuset bliver smittet, og en stor "abeudryddelse" går i gang i abehuset. Alle aberne bliver aflivet, og alt udstyr der er blevet brugt på aberne bliver smidt ud, og hele instituttet, hvor aberne har været, bliver brændt ned, så der ikke er en eneste form for virus i huset mere.